# Kalgan River
Kalgan River är ett vattendrag i Australien. Det ligger i delstaten Western Australia, omkring 390 kilometer sydost om delstatshuvudstaden Perth.
Trakten runt Kalgan River består till största delen av jordbruksmark. Runt Kalgan River är det mycket glesbefolkat, med 3 invånare per kvadratkilometer. Genomsnittlig årsnederbörd är 688 millimeter. Den regnigaste månaden är september, med i genomsnitt 107 mm nederbörd, och den torraste är februari, med 12 mm nederbörd.